# Ткачёв, Николай Семёнович
Николай Семёнович Ткачёв (1 декабря 1917 — 17 октября 1980) — командир эскадрильи 703-го штурмового авиационного полка (281-й штурмовой авиационной дивизии, 13-й воздушной армии, Ленинградского фронта), капитан. Герой Советского Союза.

## Биография
Родился 1 декабря 1917 года в городе Краматорск ныне Донецкой области Украины. В 1935—1937 годах работал слесарем.
В Красной Армии с 1938 года. В 1940 году окончил школу лётчиков. Участник Великой Отечественной войны с июня 1941 года. Принимал участие в обороне Москвы, в освобождении Ржева, Калинина, в боях в небе Ленинграда, Прибалтики. Сражался на Западном, Калининском, Волховском и Ленинградском фронтах.
К марту 1944 года совершил 116 боевых вылетов на штурмовку скоплений войск противника, уничтожил 16 самолётов на аэродромах, большое количество техники и живой силы врага. 19 августа 1944 года за образцовое выполнение боевых заданий командования и проявленные при этом мужество и героизм капитану Ткачёву Николаю Семёновичу присвоено звание Героя Советского Союза с вручением ордена Ленина и медали «Золотая Звезда».
С 1958 года майор Н. С. Ткачёв в запасе. Жил в Мариуполе Донецкой области. Скончался 17 октября 1980 года.